# Pascal Elso
Pascal Elso, né le 31 juillet 1955 à Paris, est un acteur et metteur en scène français.
Actif depuis années 1980 il jongle dans sa carrière entre théâtre, cinéma et télévision. Il a tourné sous la direction de nombreux cinéastes reconnus dont Michel Piccoli, Jean-Marc Vallée, Andrzej Żuławski, Bertrand Tavernier. Il est l'acteur fétiche du réalisateur Jean-Daniel Verhaeghe avec qui il a tourné vingt films et de la réalisatrice Cheyenne Carron avec qui il a tourné trois longs-métrages.

## Biographie
Après avoir été l'élève de Marcel Marceau, Pascal Elso commence sa carrière au cinéma en 1985 dans un petit rôle avec L'Amour braque d'Andrzej Żuławski, puis La Vie et rien d'autre de Bertrand Tavernier ; il enchaîne depuis les seconds rôles d'envergure.
Pascal Elso, acteur protéiforme, possède une filmographie importante dans des rôles complémentaires, à la manière d'autres acteurs français réputés (Robert Dalban, André Pousse, Paul Crauchet). Il a, par ailleurs, un parcours diversifié : mime, clown, acteur de cinéma et de théâtre, il met en scène, enseigne son art aux jeunes.
Il est notamment l'acteur fétiche de Jean-Daniel Verhaeghe avec qui il a tourné une vingtaine de films.

## Filmographie

### Cinéma

#### Années 1980
- 1985 : L'Amour braque, d'Andrzej Żuławski
- 1989 : La Vie et rien d'autre de Bertrand Tavernier : L'aveugle

#### Années 1990
- 1997 : Alors voilà de Michel Piccoli : Henri
- 1999 : À mort la mort ! de Romain Goupil : Fénec
- 1999 : L'Homme de ma vie de Stéphane Kurc : Peter Scheller

#### Années 2000
- 2000 : Les filles ne savent pas nager d'Anne-Sophie Birot : Alain
- 2002 : La Maîtresse en maillot de bain de Lyèce Boukhitine : Le pompiste
- 2003 : Zéro défaut de Pierre Schoeller : Médi
- 2005 : Tout pour plaire de Cécile Telerman : Caligula
- 2005 : Sauf le respect que je vous dois de Fabienne Godet : Marc
- 2006 : Le Grand Meaulnes de Jean-Daniel Verhaeghe : Florentin
- 2006 : Les Fragments d'Antonin de Gabriel Le Bomin : L'adjudant
- 2007 : Enfances de 7 réalisateurs : le père d'Igmar Bergman
- 2007 : Les Deux Mondes de Daniel Cohen : Serge Vital
- 2008 : L'Empreinte de Safy Nebbou : L'homme du bar
- 2008 : L'Ennemi public n° 1 de Jean-François Richet : Commissaire SRPJ

#### Années 2010
- 2011 : Omar m'a tuer de Roschdy Zem : André de Comminges
- 2011 : RIF de Franck Mancuso : Christian Baumann
- 2012 : Café de Flore de Jean-Marc Vallée : Paul
- 2013 : La Fille publique de Cheyenne Carron : Antellon
- 2014 : Fièvres d'Hicham Ayouch : Nounours
- 2014 : La Liste de mes envies de Didier Le Pêcheur : Alain
- 2015 : Je vous souhaite d'être follement aimée d'Ounie Lecomte : Roger, le frère d'Annette
- 2015 : La Volante de Christophe Ali et Nicolas Bonilauri :
- 2016 : Les Innocentes d'Anne Fontaine : Le colonel
- 2016 : Vendeur de Sylvain Desclous : Daniel
- 2017 : La Morsure des dieux de Cheyenne-Marie Carron
- 2018 : Jeunesse aux cœurs ardents de Cheyenne Carron : le père

#### Années 2020
- 2020 : Vaurien de Peter Dourountzis: marchand
- 2022 : Maigret de Patrice Leconte : l'avocat
- 2022 : Simone, le voyage du siècle d'Olivier Dahan : Eugène Claudius-Petit
- 2022 : De grandes espérances de Sylvain Desclous : Bertrand Mandeville
- 2025 : Carjackers de Kamel Guemra : Luis

#### Courts métrages
- 1985 : Charly de Florence Strauss
- 1985 : V.O. de Christophe Delmas
- 1987 : Sortie de bain de Jean-Pierre Ronssin
- 1991 : Simon courage de Patrick Ardis
- 1994 : Le Voyageur immobile de Patrick Ardis
- 1998 : Nous sommes tous des gagnants de Claude Dray
- 2006 : Ce que je vous dois d'Olivier Bouffard

#### Télévision
- 1989 : L'Or du diable de Jean-Louis Fournier
- 1989 : Bouvard et Pécuchet de Jean-Daniel Verhaeghe : L'instituteur
- 1992 : La Controverse de Valladolid de Jean-Daniel Verhaeghe : Frère Emiliano
- 1992 : Papa veut pas que je t'épouse de Patrick Volson : Yéouda
- 1993 : L'Interdiction de Jean-Daniel Verhaeghe
- 1993 : J'aime pas qu'on m'aime de Stéphane Kurc : Lavaut
- 1994 : Eugénie Grandet de Jean-Daniel Verhaeghe : Cruchot de Bonfons
- 1994 : L'Instit, épisode Tu m'avais promis réalisé par Michel Favart : Le père de Julien
- 1994 : La Règle de l'Homme de Jean-Daniel Verhaeghe : Almeyda
- 1995 : Un si bel orage de Jean-Daniel Verhaeghe : Le médecin
- 1995 : Association de bienfaiteurs de Jean-Daniel Verhaeghe : Jeune prêtre
- 1995 : La Fête des pères de Jean-Daniel Verhaeghe : Tavernier
- 1995 : Parents à mi-temps d'Alain Tasma : M. Elso
- 1996 : Le Parfum de Jeannette de Jean-Daniel Verhaeghe : le client
- 1996 : Les Steenfort, maîtres de l'orge de Jean-Daniel Verhaeghe : Noël Steenfort
- 1996 : Le Voyage de Pénélope de Patrick Volson : gendarme
- 1996 : Long cours d'Alain Tasma : Delassale
- 1996 : Petit de Patrick Volson : Prince charmant
- 1997 : Des gens si bien élevés d'Alain Nahum : Hugues
- 1997 : L'Esprit des flots de David Delrieux : Simon
- 1997 : Hors limites, le piège de Dennis Berry : Vannier
- 1997 : À chacun son tour de Jean-Jacques Kahn : Philippe
- 1998 : Dossiers disparus d'Antoine Lorenzi : Bernard Chailloux
- 1998 : Bonnes vacances de Pierre Badel : Louis
- 1998 : Les Brumes de Manchester de Jean-Daniel Verhaeghe : Régis Harcourt
- 1998 : L'Enfant des terres blondes d'Édouard Niermans : Félix
- 1998 : La Poursuite du vent de Nina Companeez : Charles
- 1998 : Au cœur de la loi de Denis Malleval : Jouffroy
- 1998 : Ça commence à bien faire! de Patrick Volson : Joe
- 1999 : Brigade des mineurs de Michaëla Watteaux : Mérot
- 1999 : De plein fouet de Laurent Carcélès : Pinson
- 1999 : Chambre n°13 d'Éric Fendler
- 1999 : Les Steenfort, maîtres de l'orge, épisode 4 Régine (1934) réalisé par Jean-Daniel Verhaeghe : Noël Steenfort
- 1999 : Mélissol de Jean-Pierre Igoux
- 2000 : Chercheur d'héritiers, Bonjour Philipine d'Olivier Langlois : Christian Peyre
- 2000 : Julie Lescaut, épisode Les surdoués réalisé par Stéphane Kurc : Tarquin
- 2000 : Route de nuit de Laurent Dussaux : Professeur Lalou
- 2000 : L'Avocate, état d'alerte d'Alain Nahum : Le greffier Carton
- 2000 : B.R.I.G.A.D. épisode Mutinerie réalisé par Marc Angelo : Marc Aubry
- 2001 : Le Maire de Patrick Volson
- 2001 : Nestor Burma, épisode N'appelez pas la police de David Delrieux : Le chef d'entreprise
- 2001 : Objectif bac de Patrick Volson : M. Fortini
- 2001 : Madame de... de Jean-Daniel Verhaeghe : Le médecin
- 2002 : Les Rebelles de Moissac de Jean-Jacques Kahn : Me Boissard
- 2002 : Le juge est une femme, épisode Les Délices du palais de Pierre Boutron : Farelli
- 2002 : Avocats et Associés de Pascal Chaumeil : Brice Karel
- 2002 : Louis la Brocante, épisode Louis et la grande braderie réalisé par Alain-Michel Blanc : Adrien Rivière
- 2002 : Romance sans parole de Jean-Daniel Verhaeghe : Le médecin
- 2003 : Joséphine, ange gardien, épisode Le stagiaire réalisé par Stéphane Kurc : Michel
- 2003 : La Deuxième Vérité de Philippe Monnier : Bertrand Gassin
- 2003 : L'Adieu de François Luciani : Maillard
- 2003 : Les Cordier, juge et flic, épisode Cours du soir réalisé par Michaël Perrotta : L'hôtelier
- 2003 : Les Thibault de Jean-Daniel Verhaeghe : Simon de Battaincourt
- 2003 : Le Dirlo de Patrick Volson : Laplanche
- 2003 : Madame le Proviseur de Philippe Bérenger : Chevalier
- 2003 : Satan refuse du monde de Jacques Renard : François
- 2004 : Blandine l'insoumise, épisode Une si jolie plage réalisé par Claude d'Anna : Cyril Jacomet
- 2004 : Bien agités ! de Patrick Chesnais : Employé de banque
- 2004 : L'Homme qui venait d'ailleurs de François Luciani : L'instituteur
- 2004 : Haute Coiffure de Marc Rivière : Gérard
- 2004 : Le Camarguais : Le curé
- 2004 : Louis Page épisode Un vieil ami réalisé par Jean-Daniel Verhaeghe : M. Darand
- 2004 : Nature contre nature de Lucas Belvaux : Le chasseur
- 2004 : Si c’est ça la famille de Peter Kassovitz : Vidal
- 2004 : Je serai toujours près de toi de Claudio Tonetti : M. Darand
- 2004 : L'Abbaye du revoir de Jérôme Anger : Le père Abbé
- 2004 : La Petite Fadette de Michaëla Watteaux : Le père Caillaud
- 2005 : Journal IV de Mathieu Gérault
- 2005 : SOS 18, épisode Violences conjuguées réalisé par Dominique Baron : Claude
- 2005 : Le Triporteur de Belleville de Stéphane Kurc : Joseph
- 2005 : Le Grand Patron, épisode Édition spéciale réalisé par Christian Bonnet : Docteur Schneider
- 2005 : Les Enquêtes d'Éloïse Rome, épisode La Vipère réalisé par Christophe Douchand : Hugues Poitier
- 2005 : Le Temps meurtrier de Philippe Monnier : Hans Gascher
- 2005 : Galilée ou l'Amour de Dieu de Jean-Daniel Verhaeghe : Le dominicain
- 2005 : Vénus et Apollon, série créée par Tonie Marshall, 8 épisodes : Hippolyte
- 2005 : 1905 (téléfilm) d'Henri Helman : L'abbé Courtois
- 2005 : Nature contre nature de Lucas Belvaux : Le chasseur
- 2006 : Le Cri d'Hervé Baslé : Léon Brulé
- 2006 : Le Temps de la désobéissance de Patrick Volson : Durieux
- 2006 : Le Grand Charles de Bernard Stora : Palewski
- 2006 : Du goût et des couleurs de Michaëla Watteaux : Marc Courtin
- 2006 : Sœur Thérèse.com, épisode De main de maître réalisé par Christian François : Rosset
- 2006 : La Volière aux enfants d'Olivier Guignard : Le maire
- 2006 : Opération Rainbow Warrior de Charlotte Brändström : Daniel Soulez
- 2006 : Pour l'amour de Dieu d'Ahmed Bouchaala : Léonard
- 2006 : Le Temps des secrets de Thierry Chabert : M. Cassignol / Loïs de Montmajour
- 2007 : Je nous aime beaucoup de Laurent Preyale
- 2007 : Les Camarades de François Luciani : Hubert
- 2007 : Chez Maupassant, épisode Miss Harriet réalisé par Jacques Rouffio : Sapeur
- 2007 : Greco, épisode Petite Julie réalisé par Philippe Setbon : Louis Ferjeac
- 2007 : Le Clan Pasquier de Jean-Daniel Verhaeghe : M. Wasselin
- 2007 : La Lance de la destinée de Dennis Berry : Docteur Zuber
- 2007 : Les Prédateurs, de Lucas Belvaux
- 2007 : Moi, Louis enfant de la mine - Courrières 1906 de Thierry Binisti : Caron
- 2007 : La Commune de Philippe Triboit : Georges Gauthier dit GG
- 2007 : Le Septième Juré d'Édouard Niermans : Capitaine Valard
- 2008 : Raboliot de Jean-Daniel Verhaeghe : Volat
- 2008 : Une lumière dans la nuit d'Olivier Guichard : Georges Beaumont
- 2008 : Adrien de Pascale Bailly : Stéphane
- 2009 : Des mots d'amour de Thomas Bourguignon : Le médecin
- 2009 : Cet été-là d'Élisabeth Rappeneau : Lucas
- 2009 : Les Petits Meurtres d'Agatha Christie de Stéphane Kappes : Léopold Vallabrègues
- 2009 : Diane, femme flic de Manuel Boursinhac : Mathias Werther
- 2009 : La Commanderie de Didier Le Pêcheur : Geoffroy
- 2009 : Comme un mauvais souvenir d'André Chandelle
- 2009 - 2011  : Braquo, série créée par Olivier Marchal, saisons 1 et 2
- 2010 : Quand vient la peur... d'Élisabeth Rappeneau : Commissaire Garnier
- 2010 : La Femme qui pleure au chapeau rouge de Jean-Daniel Verhaeghe : Paul Éluard
- 2011 : Longue Peine de Christian Bonnet : Nicolas Philipon
- 2011 : Adrien de Pascale Bailly : Stéphane
- 2011 : Accident de parcours de Patrick Volson : Bornaire
- 2011 : Chien de guerre de Fabrice Cazeneuve
- 2012 : Clemenceau d'Olivier Guignard
- 2012 : Éléonore l'intrépide d'Ivan Calbérac
- 2013 : Ce monde est fou de Badreddine Mokrani
- 2013 : Les Pirogues des hautes terres d'Olivier Langlois
- 2013 : Enquêtes réservées (1 épisode)
- 2013 : Une femme dans la Révolution de Jean-Daniel Verhaeghe
- 2013 : Vaugand de Charlotte Brändström
- 2014 : Richelieu, la Pourpre et le Sang d'Henri Helman
- 2014 : Hôtel de la plage, série de Christian Merret-Palmair
- 2014 : Ça va passer... Mais quand ? de Stéphane Kappes
- 2014 : Nina, série
- 2015 : Borderline d'Olivier Marchal
- 2016 : Meurtres à Avignon de Stéphane Kappes
- 2016 : Marseille, série de Florent-Emilio Siri
- 2017 : Les Brumes du souvenir de Sylvie Ayme
- 2017 : Profilage, épisode Mère patrie : Paugam
- 2017 : Zone Blanche, série
- 2018 : Ben, série d'Akim Isker
- 2018 : La loi de Marion : le psy
- 2019 : Tropiques criminels de Stéphane Kappes
- 2019 : Meurtres en Cotentin de Jérémy Minui
- 2022 : Cassandre, épisode La Forêt rouge de Mathilde Vallet
- 2023 : Tapie (mini-série) de Tristan Séguéla : Robert Vigouroux

### Réalisation
- 1987 : Sans blague, court métrage avec Alexandre Desplat

## Théâtre

### Comédien
- Théo Pavillon de Bertrand Roger, mise en scène Mario Gonzalez, Paray-le-Monial (Belgique)
- 1983 : La Fleur au Fusil, mise en scène François Maistre, Théâtre de Boulogne
- 1987 : Dom Juan de Molière, mise en scène Francis Huster, Théâtre du Rond-Point
- Hamlet de William Shakespeare, mise en scène Catherine Dasté, Théâtre des Quartiers d'Ivry
- Le Théâtre Comique de Carlo Goldoni, mise en scène Yves Pignot, Festival de Sète
- Une dernière soirée de Carnaval de Carlo Goldoni, mise en scène Adriano Sinivia, Théâtre de la Voix Lactée (Toulouse)
- Péricles, prince de Tyr de William Shakespeare, mise en scène Jean-Marie Nocret, Théâtre Le Ranelagh
- Le Bossu de Paul Féval, mise en scène Michel Le Royer, Cirque d'hiver
- 1989 : La Fontaine, séance tenante, mise en scène Catherine Marsan, La Cartoucherie
- 1989 : Voulez-vous jouer avec moâ ? de Marcel Achard, mise en scène Pierre Aussedat, Théâtre de Bougival
- 1990 : Le Clavecin oculaire de Denis Diderot, mise en scène Lisa Wurmser, Théâtre de la Tempête
- Quand tombent les toits d'Henri Michaux, mise en scène Jean Lacornerie
- Les Tentations d'Antoine de Jacques Normand
- 1991 : Les Guerres picrocholines de François Rabelais, mise en scène Pierre Pradinas, Printemps des comédiens Montpellier, Maison des arts et de la culture de Créteil
- 1992 : Six personnages en quête d'auteur, Armand Delcampe, TBB
- 1994 : Suerte (Lyon)
- 1995 : L'heure à laquelle nous ne savions rien l'un de l'autre, Luc Bondy, Théâtre du Châtelet, Shaubhune Berlin
- 1996 : Peine d'amour perdu, Laurent Pelly, Odéon-Théâtre de l'Europe
- 1997 : Histoires de France de Michel Deutsch, mise en scène Georges Lavaudant, Théâtre de l'Athénée-Louis-Jouvet
- 1997 : Le Roi Lear de William Shakespeare, mise en scène Georges Lavaudant, Odéon-Théâtre de l'Europe
- 1998 : Chaos debout de Véronique Olmi, mise en scène Jacques Lassalle, Festival d'Avignon, Théâtre des Abbesses
- 1999 : Les Saltimbanques, Théâtre du Capitole de Toulouse
- 2000 : La Vie de Galilée de Bertolt Brecht, mise en scène Jacques Lassalle, Théâtre national de la Colline, Théâtre de la Croix-Rousse
- 2001 : Les Paravents de Jean Genet, Théâtre Nanterre-Amandiers
- 2001 : Un fil à la patte, Scène nationale de Narbonne
- 2002 : Hedda Gablerd'Henrik Ibsen, Espace 44 Nantes
- 2002 : L'Ouest Solitaire, Cloître des Carmes Avignon
- 2003 : Les Barbares de Maxime Gorki, mise en scène Patrick Pineau, Odéon-Théâtre de l'Europe
- 2004 : La Cerisaie d'Anton Tchekhov, mise en scène Georges Lavaudant, Odéon-Théâtre de l'Europe
- 2007 : Je nous aime beaucoup de Véronique Olmi, Petit Théâtre de Paris
- 2009 : La Chapelle-en-Brie d'Alain Gautré, mise en scène de l'auteur, Théâtre du Rond-Point, tournée
- 2010 : Maison de poupée d'Henrik Ibsen, mise en scène Michel Fau, Théâtre de la Madeleine
- 2014 : Roméo et Juliette de William Shakespeare, mise en scène Nicolas Briançon, Théâtre de la Porte Saint Martin
- 2023 : Joyeuses Pâques de Jean Poiret, mise en scène Nicolas Briançon, théâtre Marigny

### Metteur en scène
- 1990 : L'histoire du soldat, de Charles-Ferdinand Ramuz, Théâtre Antoine (Paris), Festival du Haut-Allier
- 1992 : Bratsch, Olympia (Paris), Casino de Paris, Comédie Caumartin
- 1999 : La Marée d'Inox, Théâtre Jean Vilar de Suresnes
- 2007 : La fête, Théâtre Antoine (Paris), Théâtre de Schaubühne
- Les 22 Infortunes d'Arlequin, Théâtre Antoine (Paris), Festival de Sète
- Namouna, Théâtre du Tourtour, Festival d'Avignon
- Les Quatre Saisons d'Arnold Wesker
- Tournez ma Tête de Christian Charmetant
- To Be Clown
- Considération sur le voyageur, Théâtre Marie Stuart (Paris)
- Namouna, d'Alfred de Musset, Théâtre Antoine (Paris)
- La voix humaine, de Francis Poulenc, Palais de l'Europe (Menton)

### Enseignant
Pascal Elso enseigne le théâtre aux jeunes comédiens, il a été professeur dans plusieurs écoles :
- Théâtre national de Strasbourg, stages 1991 et 1994
- Théâtre-École du Passage à Paris, fondé par Niels Arestrup
- Théâtre de la Madeleine à Paris
- CTP, formations d'acteurs dans toute la France
- Région Paca, Formation d'acteurs, chanteurs, danseurs
- EDA, direction Yves Pignot
- Théâtre des Quartiers d'Ivry, direction Catherine Dasté
- Formation d'acteurs et préparation à la mise en scène au Nicaragua et au Guatemala

## Autres activités artistiques

### Chorégraphie
- Debureau, avec Robert Hirsch, Théâtre Édouard VII (Paris), réglage des pantomimes
- Monsieur chasse !, de Georges Feydeau, Comédie-Française, réglage des cascades
- L'Aiglon, d'Edmond Rostand, Festival de Vaison-la-Romaine, réglage des chœurs
- Hamlet, de William Shakespeare, Festival d'Albi-Carcassonne
- Capuletti et Montheci (opéra), Théâtre des Champs-Élysées (Paris), réglage des combats
- Mère Courage, de Bertolt Brecht, Théâtre de Boulogne-Billancourt, réglage de la danse du sable
- L'Equilibriste, film de Nino Papatakis, réglages des numéros sur le fil

### Clown
- Théâtre Roméo et Juliette, Clown Kompagnie, création à Paris et tournée internationale
- Auguste Jean, Cirque Chapiteau des clowns (1983)
- Clown spaghetti, Boulevard Saint-Germain et Beaubourg

### Mime
- Cofondateur du théâtre de Pantomimes l'Ellipse
- La Prohibition, spectacle de pantomimes, tournée internationale
- Petrouchka, ballet de Nancy, avec Rudolf Noureev, Théâtre du Châtelet
- Macbeth, de Pier Luigi Pizzi, Théâtre du Châtelet
- Funambule Paris voyage silencieux

## Distinctions
- 2000 : Meilleur second rôle masculin (Prix du Jury) au Festival Jean Carmet de Moulins pour son interprétation dans Les filles ne savent pas nager d'Anne-Sophie Birot et Sélima Hachellaf